# 萊寧根的卡爾·埃米希
萊寧根的卡爾·埃米希（德语：Karl Emich Nikolaus Friedrich Hermann Prinz zu Leiningen，1952年6月12日—）是俄罗斯帝国皇位觊觎者之一，帝號尼古拉三世·基里洛维奇（Николай Кириллович Романов）。